# Campionato europeo di taekwondo 1986
Il VI Campionato Europeo di Taekwondo si è disputato a Seefeld in Tirol, in Austria, tra il 3 e il 5 ottobre 1986.

## Medagliati

### Maschile
| Specialità | Oro                          | Argento                           | Bronzo                                               |
| -50 kg     | Chan-Ok Choi Germania Ovest  | Harun Ateş Turchia                | Jan Hansen Danimarca / Dario Manca Italia            |
| 54 kg      | Josef Salim Danimarca        | Turgut Uçan Turchia               | Geremia Di Costanzo Italia / José Guerra Spagna      |
| 58 kg      | Ole Nielsen Danimarca        | Sakir Bezcir Turchia              | Erwin Goewie Paesi Bassi / Eduardo Rodríguez Spagna  |
| 64 kg      | Franck Cribaillet Francia    | Andreas Hoflehner Austria         | Lucio Cuozzo Italia / Cengiz Yağız Turchia           |
| 70 kg      | Ruben Thijs Paesi Bassi      | Ahmet Ercan Turchia               | Pietro Carrieri Italia / Georg Streif Germania Ovest |
| 76 kg      | Helmut Köck Austria          | Robert Beckenbauer Germania Ovest | Chris Sawyer Regno Unito / Luigi D'Oriano Italia     |
| 83 kg      | Metin Şahin Turchia          | Martin Bernhofer Germania Ovest   | Francesco Gentile Italia / Erich Zaller Austria      |
| +83 kg     | Michael Arndt Germania Ovest | Tonny Sørensen Danimarca          | Kimmo Tirkkonen Finlandia / Ali Şahin Turchia        |

### Femminile
| Specialità | Oro                           | Argento                          | Bronzo                                                          |
| -43 kg     | Neyla Demirel Turchia         | María Rosa Moreno Spagna         | Gerlinde Aidelsburger Germania Ovest / Sonja Galvano Italia     |
| 47 kg      | Anita van der Pas Paesi Bassi | Bettina Engelking Germania Ovest | Regina Singer Austria / Aytul Uçan Turchia                      |
| 51 kg      | Marion Gal Germania Ovest     | Roberta Parisella Italia         | Veronika Six Austria / Rafaela Velasco Spagna                   |
| 55 kg      | Zuleyhan Tan Turchia          | Rocío Valverde Spagna            | Anna Maria Ciampaglia Italia / Anne Mette Christensen Danimarca |
| 60 kg      | Brigitte Evano Francia        | Maria Hörmann Germania Ovest     | Elena Benítez Spagna / Yolanda Klaver Paesi Bassi               |
| 65 kg      | Coral Bistuer Spagna          | Sema Kaya Turchia                | Bente Mathiesen Danimarca / Anita Reniers Paesi Bassi           |
| 70 kg      | Mandy de Jongh Paesi Bassi    | Angelika Biegger Germania Ovest  | Michaela Huber Austria / Fátima Mir Spagna                      |
| +70 kg     | Annemieke Buijs Paesi Bassi   | Ute Güster Germania Ovest        | Mia Keränen Finlandia / Christine Six Austria                   |

## Medagliere
| Posizione | Paese          | Oro | Argento | Bronzo | Totale |
| --------- | -------------- | --- | ------- | ------ | ------ |
| 1         | Paesi Bassi    | 4   | 0       | 3      | 7      |
| 2         | Germania Ovest | 3   | 6       | 2      | 11     |
| 3         | Turchia        | 3   | 5       | 3      | 11     |
| 4         | Danimarca      | 2   | 1       | 3      | 6      |
| 5         | Francia        | 2   | 0       | 0      | 2      |
| 6         | Spagna         | 1   | 2       | 5      | 8      |
| 7         | Austria        | 1   | 1       | 5      | 7      |
| 8         | Italia         | 0   | 1       | 8      | 9      |
| 9         | Finlandia      | 0   | 0       | 2      | 2      |
| 10        | Regno Unito    | 0   | 0       | 1      | 1      |
|           | TOTALE         | 16  | 16      | 32     | 64     |